# Billy (Saw)

Uma fanart de Billy

Billy é um personagem fictício da franquia de terror e suspense Saw. Ele é um fantoche usado e controlado por John Kramer para se comunicar com as vítimas de suas armadilhas através da tela da televisão, ou em certas ocasiões, pessoalmente de triciclo, descrevendo os detalhes das armadilhas e os meios pelos quais os participantes poderiam sobreviver.
No filme Saw IV, em um cena de flashback, é mostrado que antes de se tornar o assassino Jigsaw, John criou Billy para ser dado como um presente para seu filho que ainda não havia nascido. No entanto, Jill, sua esposa que estava grávida desse bebê mostra-se abortada após ser atingida no estômago por ficar atrás de uma porta de hospital empurrada por um viciado de drogas. A raiva de John por ter perdido o seu filho foi um dos principais motivos para a criação do boneco como um instrutor de suas vítimas.

Embora o nome "Billy" nunca tenha sido citado nos filmes, esse é o nome no qual os criadores da franquia Saw usam ao se referir ao boneco. O nome foi dado pelo James Wan, que é um dos criadores, e também o responsável por criar o design e construir o fantoche para ser utilizado nos filmes; uns dos materiais que ele usou para a construção, foram bolas de papel machê, argila, bolas de tênis de mesa de cor preta para serem os olhos, e tubos de papelão para o corpo.
O rosto de Billy é branco com bochechas com espirais vermelhas pintadas, seus lábios vermelhos formam um sorriso, seus olhos são pretos com pupilas vermelhas e ele também tem um cabelo de cor preta. O fantoche é sempre retratado vestindo um smoking com camisa branca, luvas e uma gravata-borboleta vermelha.